# Etheostoma raneyi
Etheostoma raneyi es una especie de peces de la familia Percidae en el orden de los Perciformes.

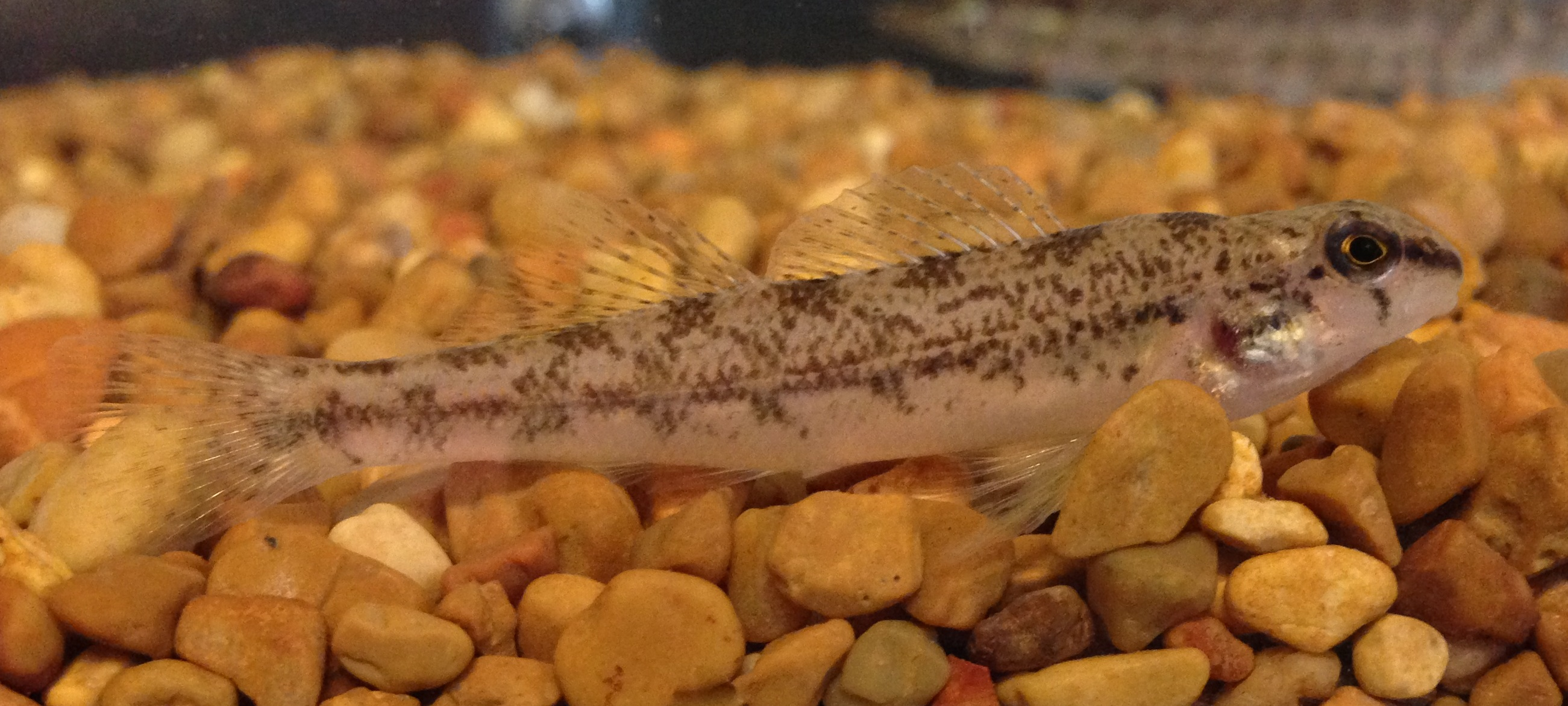

## Distribución geográfica
Se encuentran en Norteamérica: Misisipi.